# S.A. Ateliers de Construction de J.J. Gilain
De S.A. Ateliers de Construction de J.J. Gilain werd in Tienen opgericht op 15 december 1879 door Jacques-Joseph Gilain (1792-1863), een ingenieur die oorspronkelijk uit Dinant kwam.

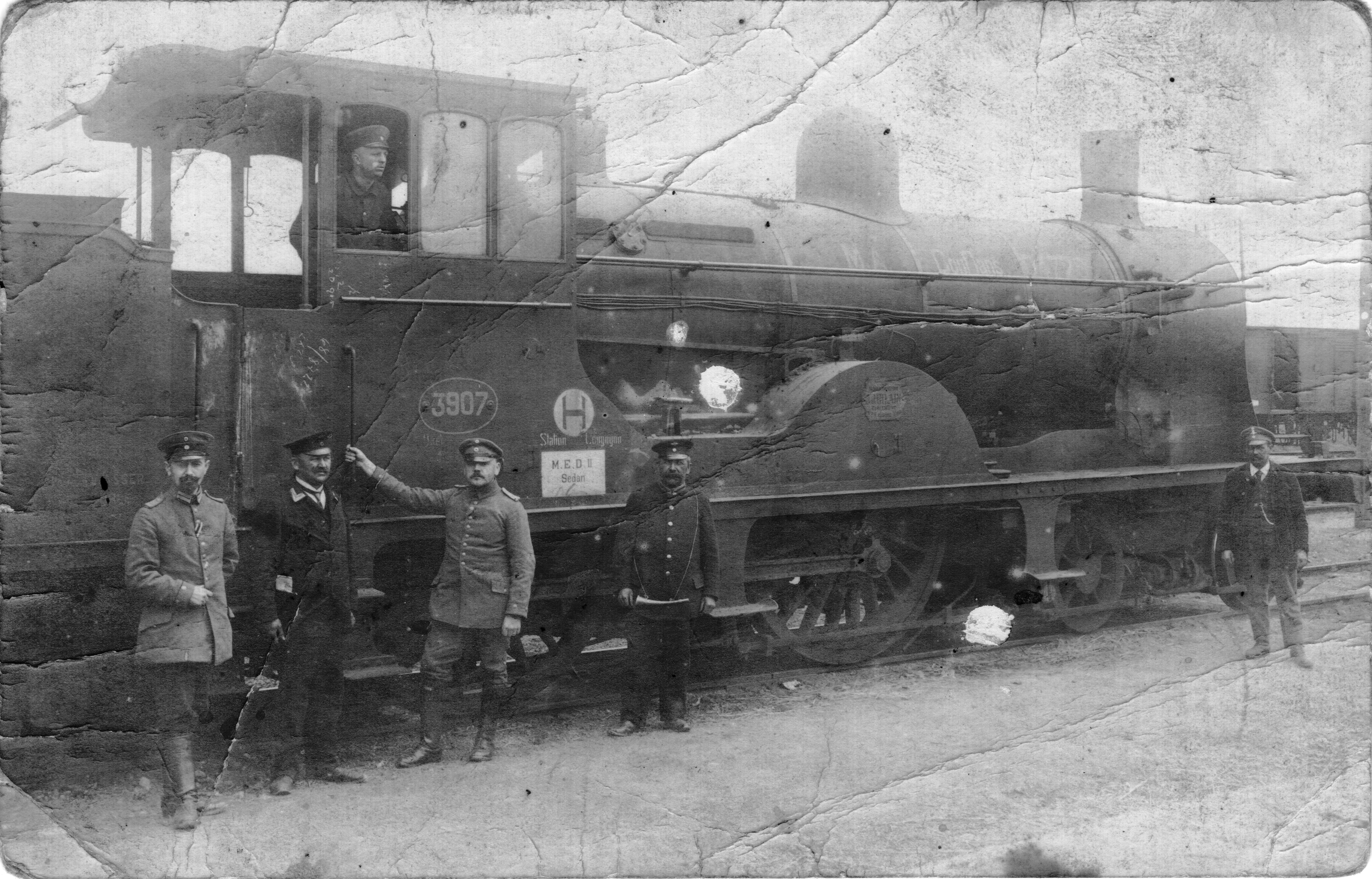
Stoomolocomotief 3307 van het type 20 (18bis) gebouwd door Gilain.

De werkplaats kwam voort uit een in 1865 opgerichte breiwerkfabriek, waarvoor een stoommachine werd aangeschaft. Gilain verbeterde deze en kreeg van andere fabrieken uit de regio de vraag of hij hun stoommachines kon verbeteren. Hieruit ontstonden de werkplaatsen die tussen 1905 en 1922 niet alleen spoorwegmaterieel zouden maken, maar ook stoomtreinen. Twee van deze treinen zijn nog bewaard gebleven: Lokomotief 41.195 van het type 41 op de stelplaats Haine-Saint-Pierre en buurtspoorweglocomotief Gilain 1000 Albert van het type 14 in het Vlaams Tram- en Autobusmuseum.
De firma kwam in de jaren dertig in financiële problemen en werd op 30 april 1934 omgevormd tot de Ateliers de Construction Mécaniques de Tirlemont (ACMT). In Tienen is de naam Gilain nog altijd terug te vinden als de straatnaam Gilainstraat.